# Des Tomlinson
Desmond Neame „Des” Tomlinson (ur. 4 sierpnia 1939 w Salisbury) – rodezyjski hokeista na trawie, olimpijczyk.
Uczestnik Letnich Igrzysk Olimpijskich 1964, na których reprezentował Rodezję Południową (późniejsze Zimbabwe) w zawodach hokeja na trawie. Zagrał w czterech z sześciu spotkań fazy grupowej. Były to kolejno mecze przeciwko reprezentacjom: Kenii (0–0), Australii (0–3), Wielkiej Brytanii (1–4) i Nowej Zelandii (2–1). W trzech spotkaniach zagrał jako lewy łącznik. W meczu z Nową Zelandią, grając jako prawoskrzydłowy, strzelił zwycięskiego gola na 2–1 (była to jego jedyna bramka w turnieju). Drużyna Rodezji zajęła 6. miejsce w grupie, a w końcowym zestawieniu 11. pozycję ex aequo z Belgią (na 15 startujących reprezentacji).